# Język ifugao
Język ifugao – kontinuum językowe z rodziny języków austronezyjskich, obejmujące języki używane przez grupę Ifugao w północnym Luzonie na Filipinach.

## Klasyfikacja
W klasyfikacji SIL International wyróżnia się następujące języki ifugao:
- Amganad – używany przez ok. 27 tys. ludzi w środkowej części prowincji Ifugao[6], (2000)[1]
- Batad – używany przez ok. 10 tys. ludzi w prowincji Ifugao (2002)[2]
- Mayoyao – używany przez ok. 30 tys. ludzi w prowincji Ifugao (2007)[3]
- Tuwali – używany przez ok. 30 tys. ludzi w południowej części prowincji Ifugao[6] (2000)[4]

## Opis
Kultura Ifugao ściśle związana jest z uprawą ryżu, toteż język ifugao odzwierciedla to poprzez niezwykle bogate słownictwo związane z uprawą i przetwórstwem ryżu. Ifugao mają m.in. 27 różnych określeń na naczynia do przechowywania wina ryżowego i 130 zwrotów definiujących różne rodzaje płatności za dzierżawę pól ryżowych.